# Allée couverte du Petit-Chêne
L'allée couverte du Petit-Chêne est située à Plédran dans le département français des Côtes-d'Armor.

## Description
Cette allée couverte a longtemps été confondue avec celle de La Roche Camio située environ 600 m plus à l'est. Elle mesure 15 m de longueur et comporte une entrée latérale. Sept tables de couverture sont encore en place. Les vingt-trois orthostates, fortement enfouis dans le sol, sont peu visibles. Toutes les dalles sont en phtanite.